# Piilokivi
Piilokivi är en ö i Finland.   Den ligger i kommunen Ilomants i den ekonomiska regionen  Joensuu ekonomiska region  och landskapet Norra Karelen, i den östra delen av landet, 400 km nordost om huvudstaden Helsingfors. Piilokivi ligger i sjön Koitere.